# Сражение при Гельголанде (1864)
Сражение при Гельголанде — морское сражение в ходе австро-прусско-датской войны 1864 года. Состоялось 9 мая 1864 года близ острова Гельголанд (тогда принадлежал Великобритании) в Северном море между соединённой австро-прусской и датской эскадрами.

## Предшествующие события
Во время начавшейся в феврале 1864 года войны Австрии и Пруссии против Дании за отделение от неё Шлезвига важнейший немецкий порт Гамбург был заблокирован действовавшей в Северном море датской эскадрой под командованием капитана 1-го ранга Э. Свенсона. Для противодействия датчанам союзники были вынуждены привлечь свои военно-морские силы из Средиземноморья. Ещё до объявления войны Пруссия отозвала эскадру капитана Клатта (1 колесное авизо, 2 канонерки), находившуюся в греческих водах. В апреле Клатт прибыл в Северное море, но не решился вступить в бой с гораздо более сильной датской эскадрой до подхода союзников и стоял у голландского острова Тексель.
Австрия направила в Северное море из Адриатики мощную эскадру под командованием вице-адмирала Б. фон Вуллерсторфа — броненосец, винтовой линейный корабль, корвет, вооруженный пароход и две канонерки, а также Левантийскую эскадру под началом капитана 1-го ранга В. фон Тегетхоффа — два винтовых фрегата, корвет и канонерка. Тегетхофф значительно обогнал главную австрийскую эскадру и получил приказ действовать самостоятельно, соединившись с прусскими кораблями. 24 апреля Свенсон, получив сведения о приближении австрийцев, отошёл для пополнения запасов к побережью Норвегии. Флотилия Клатта перебазировалась от Текселя в Куксхафен в устье Эльбы, куда 1 мая прибыл и Тегетхофф с двумя фрегатами (корвет и канонерка в пути вышли из строя).
5 мая датская эскадра вернулась к Гельголанду, где базировалась благодаря дружескому отношению английских властей. Англичане передали датчанам сведения о немногочисленности австрийских и прусских кораблей. Свенсон принял решение разгромить противника до подхода главной австрийской эскадры. Тегетхофф, принявший командование над соединёнными морскими силами союзников, также был полон решимости немедленно вступить в бой, чтобы заставить датчан снять блокаду устья Эльбы. Утром 9 мая 1864 г. австрийские фрегаты и прусские малые суда вышли из Куксхафена в открытое море и вскоре заметили дымы идущей навстречу с севера вражеской эскадры.

## Силы сторон

Схема сражения при Гельголанде 9 мая 1864 года

В составе датской эскадры были 44-пушечный винтовой фрегат «Юлланд» (Ютландия) и 42-пушечный «Нильс Юэль» (флагман Свенсона), а также винтовой 16-пушечный корвет «Хеймдаль». По 12 орудий на фрегатах и две пушки на корвете у датчан были нарезными. У австрийских фрегатов — 50-пушечного «Шварценберга» (флагман Тегетхоффа) и 31-пушечного «Радецки» — было на двоих всего 7 нарезных орудий. На прусских винтовых канонерках «Блиц» и «Басилиск» стояло по одному гладкоствольному и одному нарезному орудию. Колесное авизо «Прейссише Адлер» (флагман Клатта) был вооружен четырьмя гладкоствольными орудиями. Таким образом, австрийцы и пруссаки имели 87 пушек против 102 у датчан, но только 9 нарезных орудий против датских 26. Это давало датчанам серьёзное преимущество в дальности и точности стрельбы. В пользу австрийцев и пруссаков было только расположение части их корабельной артиллерии на поворотных станках, что позволяло их задействовать для стрельбы на оба борта. Поскольку слабые прусские канонерки не имели большого военного значения, исход боя решало столкновение двух австрийских и трех датских кораблей

## Ход боя

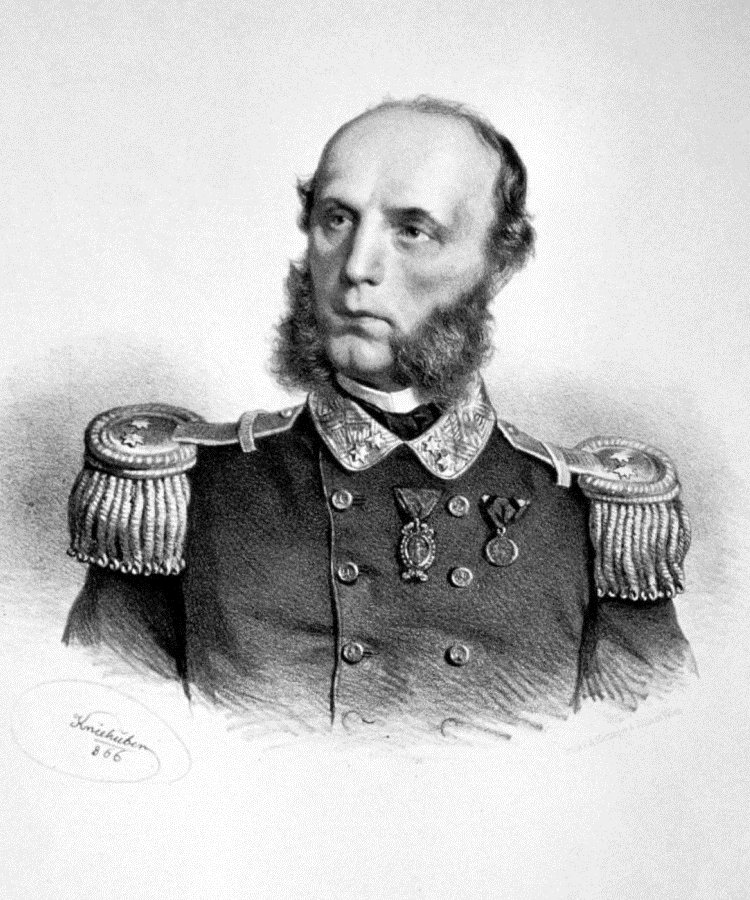
Командующий австрийской эскадрой Вильгельм фон Тегетхофф

Около часа дня противники оказались в пределах непосредственной видимости друг для друга. «Шварценберг» первым открыл огонь с дистанции 3,5 мили, но не добился успеха. Когда эскадры сблизились на 1,8 мили, огонь стали вести уже обе стороны. Тихоходные прусские канонерки отстали от австрийских фрегатов и почти не принимали участие в сражении, к тому же Тегетхофф старался занять позицию между пруссаками и датчанами, чтобы заслонить слабых союзников.
Австрийские и датские корабли постепенно сблизились до 370 м. Австрийцы сосредоточили свой огонь на «Юлланде», датчане — на «Шварценберге». Австрийский флагман скоро получил серьёзные повреждения, по нему продолжал вести огонь один «Нильс Юэль», а «Юлланд» и «Хеймдаль» перенацелились на «Радецки». Около 15.30 Свенсон стал маневрировать, пытаясь обойти австрийцев и атаковать прусские канонерки, но Тегетхофф повернул на юго-запад и вновь заслонил от врага слабых союзников. В этот момент «Шварценберг» попал под сильнейший продольный обстрел. Взрыв бомбы поджег фок-мачту, на палубу стали падать горящие обрывки парусов. Вспыхнувший пожар угрожал пороховому погребу, пожарные помпы были выведены из строя.
Оказавшись в тяжелой ситуации, Тегетхофф повернул свой разбитый корабль на северо-запад, чтобы отступить к Гельголанду и укрыться в нейтральных британских водах. Отступление горящего «Шварценберга» прикрывал «Радецки» и вступившие в бой прусские канонерки, которые вели огонь с дальней дистанции из своих тяжелых орудий. Свенсон дал команду преследовать отступающего противника, но из-за повреждения руля «Юлланд» не смог сразу выполнить этот приказ (пруссаки приписывали себе это меткое попадание в сильнейший датский корабль). В результате австро-прусская эскадра сумела добраться до британских вод. Находившийся близ Гельголанда английский фрегат «Аурора» взял ситуацию под наблюдение, и датчане вынуждены были в 16.30 прекратить преследование. На «Шварценберге» сумели справиться с пожаром, срубив горящую мачту, и приступили к срочному исправлению повреждений.

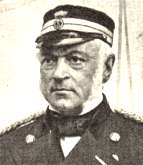
Командующий датской эскадрой капитан Эдуард Свенсон

Австрийцы потеряли в сражении 37 убитыми и 93 ранеными. Потери датчан были значительно меньше — 14 убитых и 54 раненых. Гораздо серьёзней пострадали в бою и австрийские корабли. «Шварценберг» получил около 80 попаданий, тогда как наиболее пострадавший у датчан «Юлланд» — только 20. Несмотря на полученные повреждения датская эскадра продолжала крейсировать в море близ острова, поджидая австрийцев и пруссаков. Однако в ночь на 10 мая Тегетхофф сумел скрытно под парусами проскользнуть мимо датчан и вернулся в Куксхафен.

## Оценка сражения

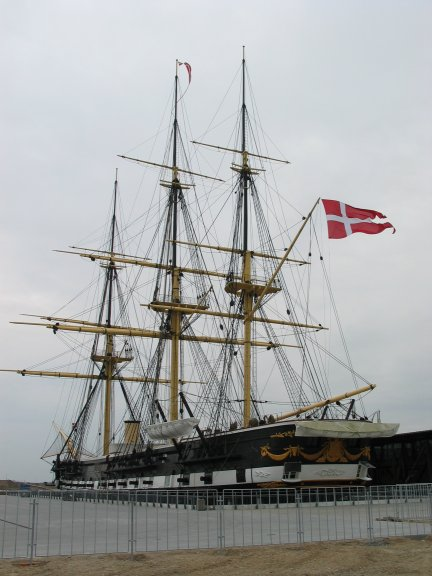
Датский винтовой фрегат «Юлланд» — участник сражения у Гельголанда — в наши дни на мемориальной стоянке

Хотя тактически датчане одержали явную победу, успех в сражении приписывали себе обе стороны. Сторонники мнения, что победителем у Гельголанда стал Тегетхоф, приводят доводы, что ему удалось решить стратегическую задачу — заставить датчан снять блокаду устья Эльбы. Однако Свенсон отвел свою эскадру не по причине полученных его кораблями повреждений, а из-за вступившего в силу 12 мая перемирия. В заслугу Тегетхофа, таким образом, может быть поставлено только спасение своей эскадры (в том числе и слабейших прусских канонерок) от уничтожения сильнейшим противником. Тактическая победа датчан не могла изменить неудачного в целом для Дании хода войны. Когда в конце июня военные действия возобновились, на Северном море уже полностью господствовала прибывшая к тому времени туда сильная австрийская эскадра. За смелость своих действий у Гельголанда Тегетхоф был вскоре произведен в контр-адмиралы. Датская эскадра была торжественно встречена в Копенгагене. Фрегат «Юлланд» был сохранен как памятник военно-морской истории и участник последнего эскадренного сражения в истории Дании.